# 49441 Scerbanenco
49441 Scerbanenco este o planetă minoră (asteroid) din centura de asteroizi. A fost descoperită pe 22 decembrie 1998 la Bologna de osservatorio San Vittore⁠(d). 
Obiectul prezintă o orbită caracterizată de o semiaxă mare de 2,5520599556412 UAi, o excentricitate de 0,18, o înclinație de 5,5 ° în raport cu ecliptica.